# Tanaoneura portoricensis
Tanaoneura portoricensis is een vliesvleugelig insect uit de familie Tanaostigmatidae. De wetenschappelijke naam is voor het eerst geldig gepubliceerd in 1913 door Crawford.